# 田中綾子
田中 綾子（たなか あやこ、1957年2月27日 - ）は、日本の女優。旧芸名は田中 綾。
大阪府大阪市出身。

## 人物・略歴
1975年、第15回ミスエールフランスコンテスト（応募者約6500人）において準ミスに選ばれ注目を集める。松竹株式会社芸文室に所属し、人気ドラマ「どてらい男」新人オーディション（応募者約12000人）に合格。1976年、ドラマデビューを果たす。
暴れん坊将軍IIIシリーズから暴れん坊将軍VIIシリーズまで町火消し辰五郎の姪「おちよ」を演じたことで知られた。
趣味は俳句、 ゴルフ、競馬。

## 出演

### テレビドラマ
- どてらい男（1976 - 1977年、KTV）
- さわやかな男（1977年、KTV）
- 桃太郎侍 第71話「親子十手に花が咲く」（1978年、NTV） - お町
- 銭形平次（CX・東映）
  - 第644話「にせ平次奮戦記」（1978年） - おさと
  - 第680話「女房の告白」（1979年） - おみつ
  - 第706話「親父が愛した娘」（1980） - おみつ
  - 第739話「愛の墓標」（1980年） - お鶴
  - 第800話「椋鳥の春」（1982年） - お菊
  - 第836話「呪いの三味線」（1983年） - おみつ
- 必殺シリーズ （ABC・松竹）
  - 必殺からくり人・富嶽百景殺し旅
    - 第9話「深川万年橋下」（1978年） - ともえ

  - 翔べ! 必殺うらごろし
    - 第15話「馬が喋べった! あんた信じるか」（1979年） - 小袖

  - 必殺仕事人
    - 第36話「合掌技地獄落し」（1980年） - 春雪尼
    - 第50話「嘘技無用試し斬り」（1980年） - 田鶴

  - 新・必殺仕事人
    - 第29話 「主水ねこばばする」（1981年） - なつ

  - 新・必殺仕舞人
    - 第3話 「三界節娘恋し父恋し」（1982年） - お千代

  - 必殺仕事人III
    - 第11話「恋の重荷を背負ったのは秀」（1982年） - お梅
    - 第24話「殺しを見られたのは秀」（1983年） - 千代

  - 必殺仕事人IV
    - 第9話「主水 晩めしをすっぽかされる」（1983年） - お栄
- 服部半蔵 影の軍団（東映・KTV）
  - 服部半蔵 影の軍団
    - 第14話「将軍蒸発! 女狐の陰謀」（1980年）-美和
    - 第15話「地獄を招く妖僧」（1980年）-美和
    - 第25話「悲恋からくり天井」（1980年） - おはる

  - 影の軍団II
    - 第7話「幻術! さそりの襲撃」（1981年） - おみね
    - 第23話「魔の振袖御殿」（1982年）- 於容の方
- 暴れん坊将軍シリーズ（ANB / 東映）
  - 吉宗評判記 暴れん坊将軍
    - 第72話「紅花で染めた復讐」（1979年） - さつき
    - 第97話「おっ母ぁなんか要らねえや!」（1980年） - 若菜
    - 第162話「纏が咲かせた人参の花」（1981年） - 眞喜
    - 第182話「据膳喰う奴喰わぬ奴」（1981年） - お初

  - 暴れん坊将軍II
    - 第12話「めおと千両大漁節」（1983年） - おたい
    - 第37話「女もつらいよ 母なれば」（1983年） - お市
    - 第81話「夢は盗っ人大明神!」（1984年） - おとく
    - 第106話「偽りの恋 七年目の仇討ち!」（1985年） - お妙
    - 第137話「輝け! 初春の忍び恋」（1986年） - お京

  - 暴れん坊将軍III〜暴れん坊将軍VII（1988年 - 1997年） - 江戸町火消しめ組の頭辰五郎の姪：おちよ
  - 暴れん坊将軍IX
    - 第19話「江戸壊滅の危機! すい星激突の恐怖」（1999年） - 天文学者西川如見の娘：お琴

  - 暴れん坊将軍X
    - 第21話「井戸に出た女幽霊! 縁切り寺の黒い罠」（2000年） - おひさ

  - 暴れん坊将軍XI
    - 第10話「め組に舞い降りた天女!」（2001年） - お清
- 長七郎天下ご免! （ANB / 東映）
  - 第7話「あきない札を喰った奴」（1979年） - おつる
  - 第27話「骨までしゃぶったお殿様」（1980年） - 雪姫
  - 第96話「紅蓮に哭いたおとこ花」（1981年） - おゆき
- 悪党狩り 第3話「嵐の中の母子草」（1980年、東京12ch / 松竹 / 藤映像コーポレーション） - おその
- 銀河テレビ小説 「極楽日記」（1980年、NHK） - 三女：愛子
- 雪姫隠密道中記 第5話「地獄で聞いた鈴音 - 下関 -」（1980年、MBS / S.H.P.） - おみね
- 江戸を斬るVI（1981年、TBS） - おたま
- 水戸黄門 （TBS / C.A.L）
  - 第10部 第18話「八兵衛うっかり若旦那 ‐大垣‐」（1979年12月10日） - お美濃 ※田中綾名義
  - 第12部 第6話「助さんそっくり千両役者-郡上八幡-」（1981年10月5日） - お春 ※田中綾名義
  - 第13部 第23話「悪を裁いたかすり織-久留米-」（1983年3月21日） - おたみ ※田中綾名義
  - 第14部 第23話「決意を秘めた孤独の剣・高田」（1984年4月2日） - お千代 ※田中綾名義
- 時代劇スペシャル 宿命剣鬼走り（CX）
  - 宿命剣鬼走り（1981年） - まき
  - 怪談津の国屋 半七捕物帳（1984年） - お安、お兼
- 遠山の金さん（テレビ朝日） ＊高橋英樹版
  - 第3話「御意見無用! 五人の女スリ」（1982年）- おふじ
- 松平右近事件帳 （1982-83年、NTV）
  - 第13話「知られたくなかった秘密」- おちか
  - 第48話「十手に賭けた命」- お袖
- 源九郎旅日記 葵の暴れん坊  第24話 「地獄砦の用心棒」（1982年、ANB）-お八重
- 赤かぶ検事奮戦記III 第6話「賽銭を食う狐と狸」（1982年、ABC） - 李香渓
- 新五捕物帳 （NTV）
  - 第171話「男の挽歌」（1982年） - お玉
  - 第181話「密偵と呼ばれた父」（1982年）
- 壬生の恋歌（1983年、NHK） - 原田左之助の妻・まさ子
- 怪人二十面相と少年探偵団II 第11,12回（1984年、KTV） - 木村美砂
- 谷崎・その愛 我という人の心は（1985年11月16日、NHK） - 江田治江
- 野風の笛 鬼の剣 松平忠輝天下を斬る!（1987年）
- 八百八町夢日記 第1シリーズ 第7話「闇の顔役」（1989年、NTV / ユニオン映画） - おぎん
- おみやさん（ANB / 東映）
- 将軍家光忍び旅（1990年、ANB） - 綾 役
- 長七郎江戸日記 （NTV / ユニオン映画）
  - 第3シリーズ 第5話「春遠からじ」（1991年） - おくみ
- 殿さま風来坊隠れ旅 第15話「初恋探し・宗太郎おんな道中」（1994年、ANB）
- はぐれ刑事純情派（ANB / 東映）
  - 第10シリーズ 第10話「非婚時代の女！仮面夫婦の殺意」（1997年）
  - 第16シリーズ 第11話「安浦刑事人質事件」（2003年） - 西村和子 役
- 連続テレビ小説 （NHK）
  - 「すずらん」（1999年）
  - 「芋たこなんきん」（2006年）
- 京都殺人案内（ABC / 松竹）
  - 第26作「殺しを告げる女!16年目の償い」（2003年） - 葛西由紀子
  - 第27作「望郷岡山県頭島〜故郷の母に誓う報復の銃弾!」（2004年） - 和田恭子
- 金曜エンタテイメント「赤い霊柩車20・血の鎮魂歌」（2005年、CX・大映テレビ）- 田所頼子 役
- 徳川家康と三人の女（2008年、EX / 東映） - お初
- 主水之助七番勝負〜徳川風雲録外伝〜 第2話「人斬り斑平」（2008年、TX / 東映） -  雲龍院 役
- その男、副署長 File.8（2009年12月3日、テレビ朝日 / 東映）
- 37歳で医者になった僕〜研修医純情物語〜（2012年、フジテレビ）
- 剣客商売（2012年8月24日、フジテレビ / 松竹） - お米
- 水曜ミステリー9「信州山岳刑事 道原伝吉2・北アルプス殺人行」（2014年5月28日、TX） - 佐藤真理
- 月曜プレミア8 再雇用警察官4（2022年7月4日、テレビ東京） - 船岡喬子 役

### バラエティ
- 三枝の笑タイム（1978 - 1980年、NHK）
- こだわりTV PRE★STAGE（1991〜1992年、ANB） - 水曜日担当。 蓮舫、平野陽子との共同司会
- クイズ!脳ベルSHOW（2017年6月12日・13日・16日、2020年12月7日・8日・11日、BSフジ） - ゲスト

### ラジオ
- 南海幻想

### 舞台
- 夫婦善哉
- 剣客商売
- 忠臣蔵